# Leichtathletik-Weltmeisterschaften 2019/Teilnehmer (Angola)
| Gelbes Symbol für Goldmedaillen mit stilisierten Olympischen Ringen | Graues Symbol für Silbermedaillen mit stilisierten Olympischen Ringen | Braundes Symbol für Bronzemedaillen mit stilisierten Olympischen Ringen |
| ------------------------------------------------------------------- | --------------------------------------------------------------------- | ----------------------------------------------------------------------- |
| —                                                                   | —                                                                     | —                                                                       |

Der Leichtathletikverband von Angola nahm an den Leichtathletik-Weltmeisterschaften 2019 in Doha teilnehmen. Eine Athletin wurde vom angolanischen Verband nominiert.

## Ergebnisse

### Frauen

#### Laufdisziplinen
| Athletin   | Disziplin | Vorlauf     | Vorlauf | Halbfinale | Halbfinale | Finale | Finale |
| Athletin   | Disziplin | Zeit        | Platz   | Zeit       | Platz      | Zeit   | Platz  |
| ---------- | --------- | ----------- | ------- | ---------- | ---------- | ------ | ------ |
| Neide Dias | 1500 m    | 4:28,27 min | 35      | DNQ        | DNQ        | –      | –      |